# 奥朗日
奥朗日（法語：Orange，發音：[ɔʁɑ̃ʒ] ⓘ），法国东南部城市，普罗旺斯-阿尔卑斯-蔚蓝海岸大区沃克吕兹省的一个市镇，隶属于卡庞特拉区，其市镇面积为74.2平方公里，2022年1月1日时人口数量为29,357人，是该省人口第二多的市镇，在法国城市中排名第293位。
奥朗日位于沃克吕兹省西部，罗讷河谷内，是一个区域性的中心城市，两条主干高速公路在此交汇，巴黎－马赛铁路亦由此通过。奥朗日自罗马时期建城，因阿勞西奧戰役而闻名，12世纪后成为奧蘭治親王國的国都，其王位自1815年起由奧蘭治-拿騷王朝继承。当地有多处古罗马遗迹，其中奧朗日古羅馬劇場和凯旋门为《世界文化遗产》。

## 地名来源
“奥朗日”一名来源于阿劳西奥，后者为该地在罗马时期的名称。

## 历史

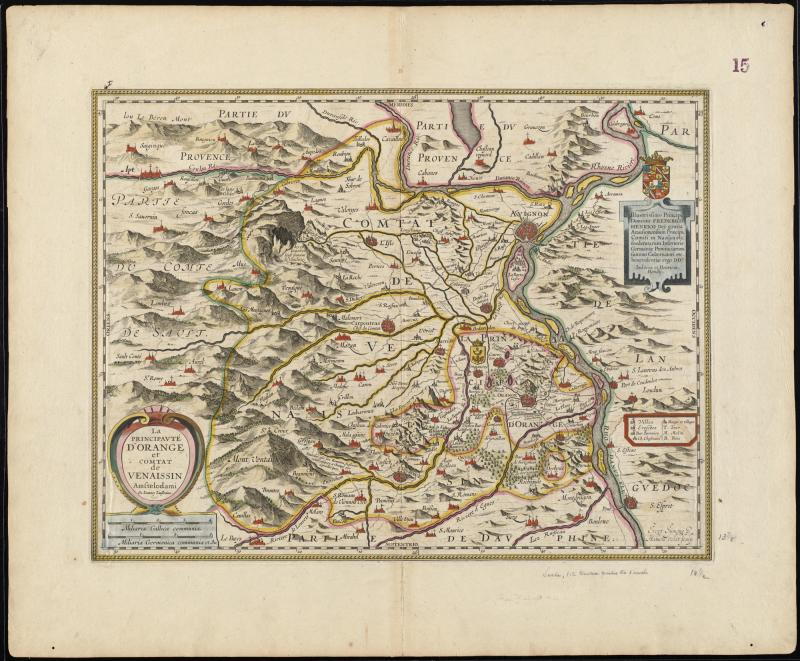
奥朗日亲王国地图

位于罗讷河谷左岸的奥朗日地理位置重要，公元前105年，来自北欧的条顿人和辛布里人南下，在奥朗日与罗马军队展开了激烈的交锋，史称“阿勞西奧戰役”，最终罗马人控制了奥朗日，并在此修建城邦以巩固其统治地位。此后，奥朗日出现了大批罗马建筑，包括斗兽场、歌剧院、引水渠及教堂。公元412年，西哥特人占领了奥朗日。中世纪中期，奥朗日成为勃艮第后裔统治下阿尔勒王国的一座城市，后成为神圣罗马帝国的一部分。公元1181年，腓特烈一世赐予莱博的贝特朗一世王子称号，从而以奥朗日为核心建立了亲王国。1544年，亲王国被拿骚王朝继承，奥朗日王子威廉一世在宗教战争期间支持新教徒，并组织贵族同盟，推动了尼德兰革命的发展。1713年《烏得勒支和約》签订后，奧蘭治親王國被划至法兰西王国多菲内行省，法国大革命后成为沃克吕兹省的一部分，并在1800年至1926年间为该省的一个副省会。1981年，奧朗日古羅馬劇場以及奥朗日凯旋门被列入《世界文化遗产》名录。

## 地理

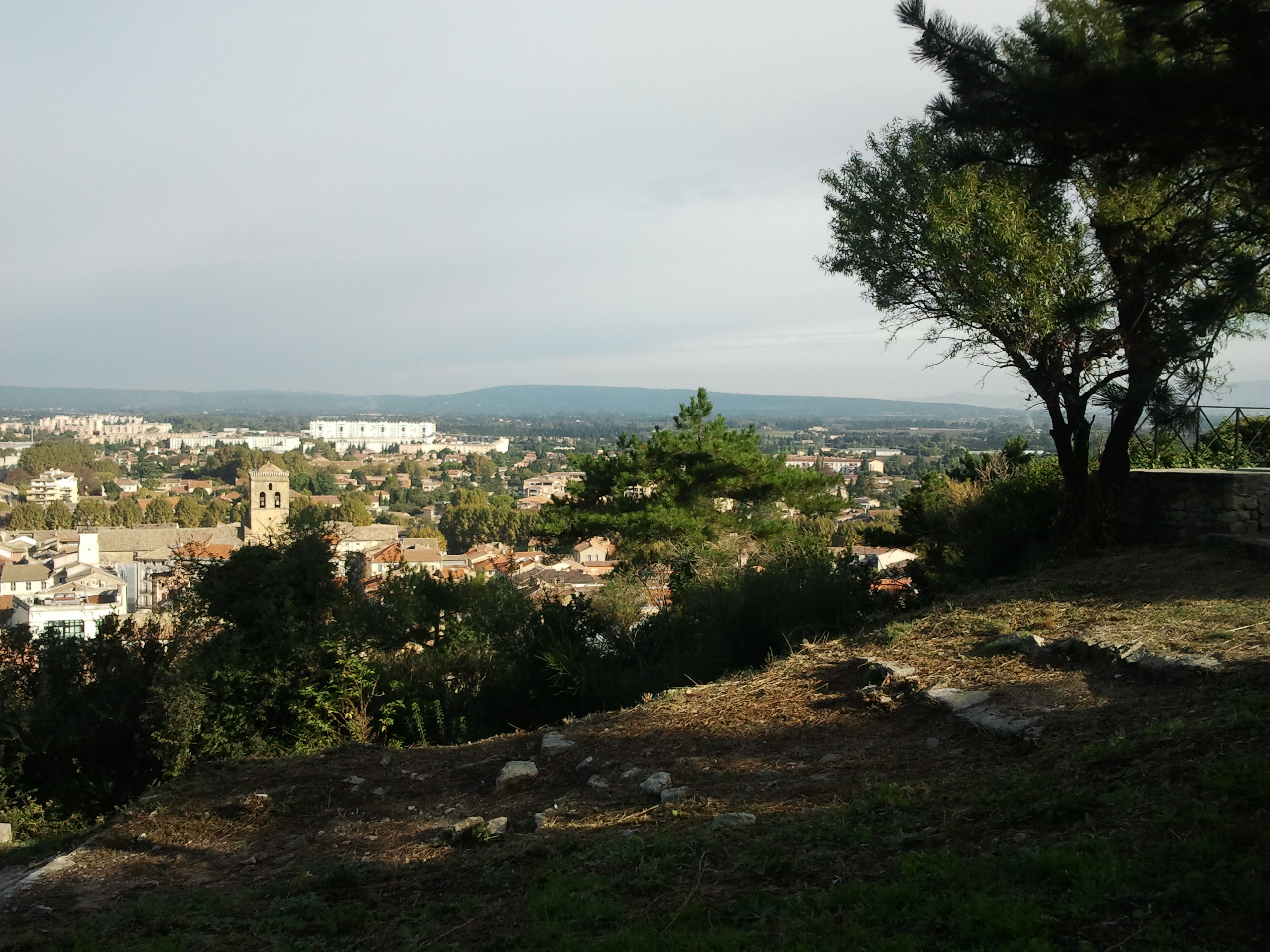
从圣厄特罗普丘陵眺望奥朗日

奥朗日位于法国东南部，普罗旺斯-阿尔卑斯-蔚蓝海岸大区西部和沃克吕兹省西部，距离省会阿维尼翁大约20公里。与奥朗日接壤的市镇包括：皮奥朗克、帕普新堡、卡德鲁斯、容基耶尔、艾格河畔卡马雷、库尔泰宗、蒙福孔、罗克莫尔、塞里尼昂迪孔塔、于绍。

### 地形
奥朗日位于罗讷河河谷之中，境内以丘陵为主，多次为阿尔卑斯山西麓余脉，全境海拔在24到127米之间。

### 水文
罗讷河左岸支流梅讷河自东向西流经境内，经人工改造成为奥朗日古城的护城河。

### 植被
奥朗日属于温带落叶林区，市区南部的圣厄特罗普丘陵公园（Parc de la Colline Saint-Eutrope）是当地主要的城市绿地，常年免费向公众开放。

### 气候
奥朗日在柯本气候分类法中属于地中海气候，因其纬度相对较高故又带有一定的温带海洋性气候特征。
奥朗日境内设有气象站，以下为该气象站的数据（其中日照数据取自卡庞特拉）：
| 奥朗日1981年－2019年 | 奥朗日1981年－2019年 | 奥朗日1981年－2019年 | 奥朗日1981年－2019年 | 奥朗日1981年－2019年 | 奥朗日1981年－2019年 | 奥朗日1981年－2019年 | 奥朗日1981年－2019年 | 奥朗日1981年－2019年 | 奥朗日1981年－2019年 | 奥朗日1981年－2019年 | 奥朗日1981年－2019年 | 奥朗日1981年－2019年 | 奥朗日1981年－2019年 |
| 月份                 | 1月                  | 2月                  | 3月                  | 4月                  | 5月                  | 6月                  | 7月                  | 8月                  | 9月                  | 10月                 | 11月                 | 12月                 | 全年                 |
| -------------------- | -------------------- | -------------------- | -------------------- | -------------------- | -------------------- | -------------------- | -------------------- | -------------------- | -------------------- | -------------------- | -------------------- | -------------------- | -------------------- |
| 历史最高温 °C（°F）  | 20.5 (68.9)          | 23.9 (75.0)          | 27.2 (81.0)          | 31.2 (88.2)          | 34.5 (94.1)          | 41.2 (106.2)         | 40.7 (105.3)         | 42.6 (108.7)         | 35.8 (96.4)          | 30.9 (87.6)          | 24.6 (76.3)          | 20.2 (68.4)          | 42.6 (108.7)         |
| 平均高温 °C（°F）    | 9.9 (49.8)           | 11.7 (53.1)          | 15.6 (60.1)          | 18.6 (65.5)          | 23.2 (73.8)          | 27.4 (81.3)          | 30.8 (87.4)          | 30.2 (86.4)          | 25.2 (77.4)          | 20 (68)              | 13.7 (56.7)          | 10.1 (50.2)          | 19.7 (67.5)          |
| 日均气温 °C（°F）    | 5.8 (42.4)           | 7 (45)               | 10.4 (50.7)          | 13.2 (55.8)          | 17.5 (63.5)          | 21.4 (70.5)          | 24.4 (75.9)          | 23.9 (75.0)          | 19.7 (67.5)          | 15.3 (59.5)          | 9.7 (49.5)           | 6.4 (43.5)           | 14.6 (58.3)          |
| 平均低温 °C（°F）    | 1.6 (34.9)           | 2.4 (36.3)           | 5.2 (41.4)           | 7.8 (46.0)           | 11.8 (53.2)          | 15.4 (59.7)          | 18 (64)              | 17.6 (63.7)          | 14.1 (57.4)          | 10.6 (51.1)          | 5.7 (42.3)           | 2.7 (36.9)           | 9.4 (48.9)           |
| 历史最低温 °C（°F）  | −13.4 (7.9)          | −14.5 (5.9)          | −9.7 (14.5)          | −2.9 (26.8)          | 1.3 (34.3)           | 5.7 (42.3)           | 9.5 (49.1)           | 8.3 (46.9)           | 3.1 (37.6)           | −1.6 (29.1)          | −5.8 (21.6)          | −14.4 (6.1)          | −14.5 (5.9)          |
| 平均降水量 mm（）    | 51 (2.0)             | 39.4 (1.55)          | 43.9 (1.73)          | 66 (2.6)             | 65.3 (2.57)          | 38.3 (1.51)          | 36.9 (1.45)          | 42.3 (1.67)          | 102 (4.0)            | 92.9 (3.66)          | 75.4 (2.97)          | 55.7 (2.19)          | 709.1 (27.92)        |
| 月均日照時數         | 149.3                | 174.3                | 231.7                | 240.6                | 279.8                | 325.9                | 361.7                | 322.8                | 251.3                | 185.5                | 152.1                | 136.8                | 2,811.8              |
| 来源：infoclimat.fr  |                      |                      |                      |                      |                      |                      |                      |                      |                      |                      |                      |                      |                      |

## 行政区划
奥朗日是法国普罗旺斯-阿尔卑斯-蔚蓝海岸大区沃克吕兹省的一个市镇，编号为84087，隶属于卡庞特拉区，管理奥朗日县，同时也是奥朗日地区联合市镇公共社区的办公驻地。
法国国家统计与经济研究所（简称）在进行数据统计时，将奥朗日及相邻的另外58个市镇划入阿维尼翁城市核心区。同时，还将奥朗日市镇分为了12个“块区”（IRIS），以便于统计人口分布情况。

## 交通

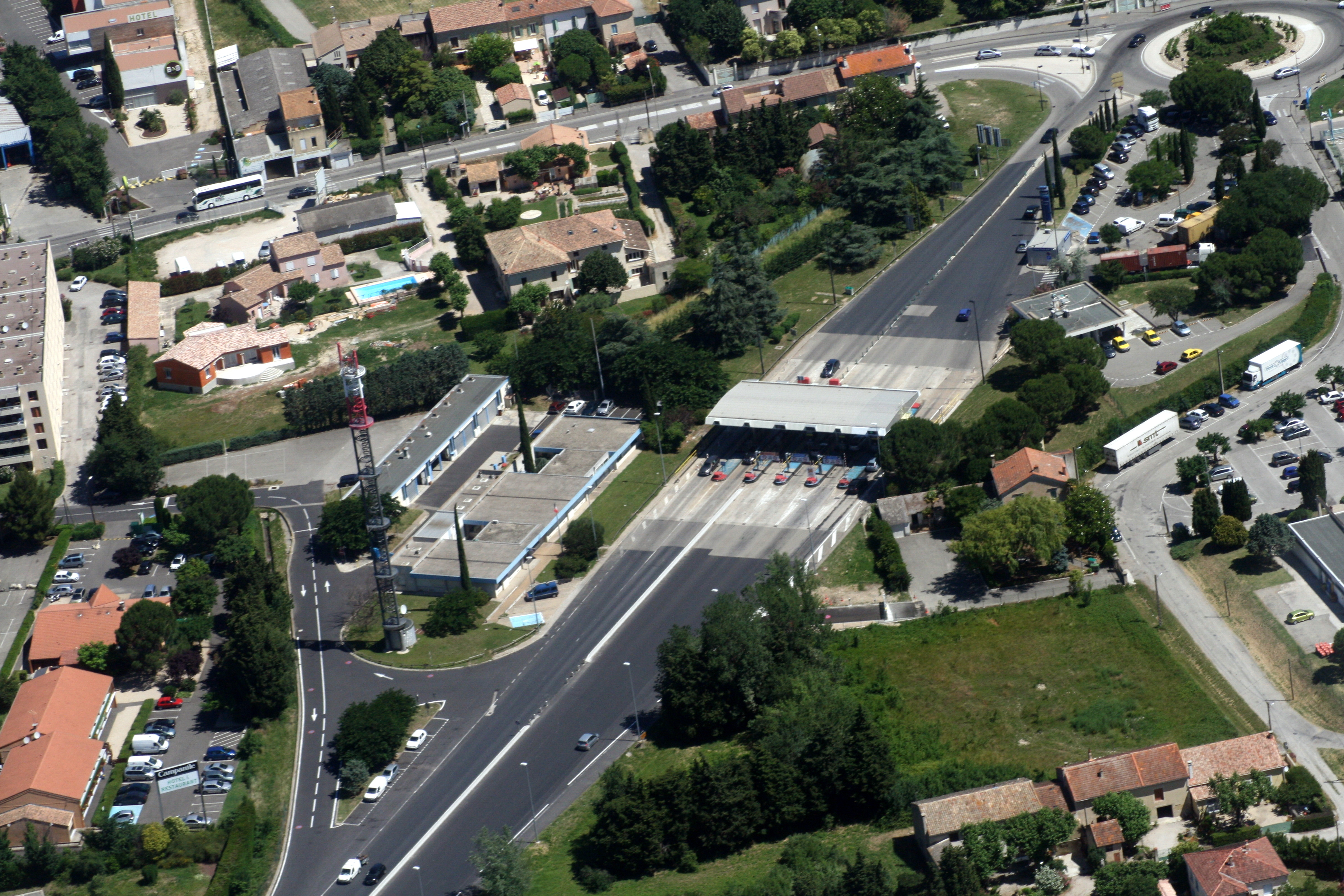
连接奥朗日市区的高速公路收费站

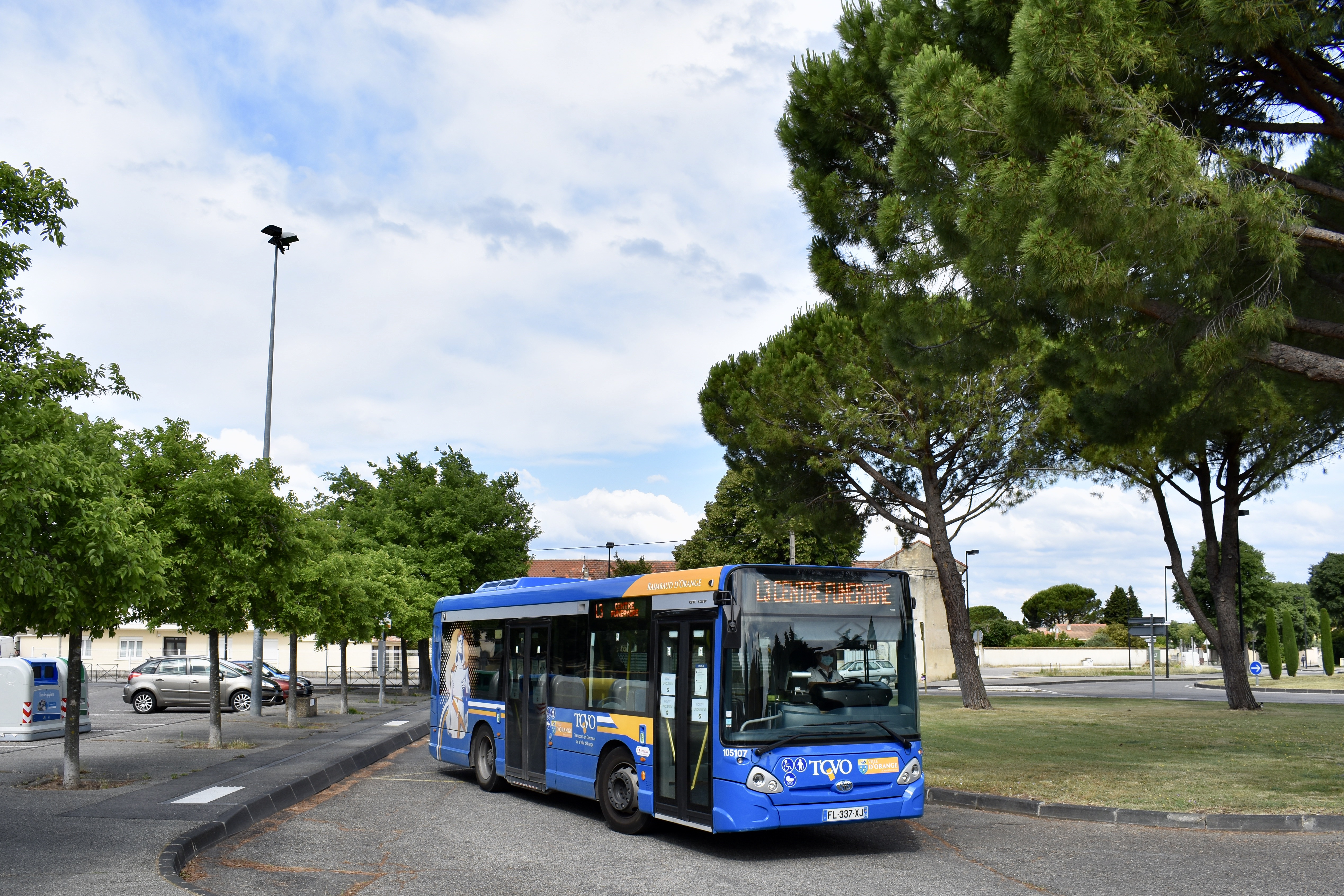
奥朗日街头的一辆公共汽车

### 公路
法国A7高速公路和A9高速公路在奥朗日市区西南侧交汇，并通过一个出入口与市区相连，由法国东部前往朗格多克和普罗旺斯方向的车流在此分叉。此外多条沃克吕兹省省道经过奥朗日境内，普罗旺斯-阿尔卑斯-蔚蓝海岸大区下属的城际客运提供巴士线路，可前往韦松拉罗迈讷、卡庞特拉、瓦尔雷阿斯、教皇新堡、博莱讷等地。
2017年，73.6%的奥朗日家庭拥有至少一辆的私人汽车。2018年，奥朗日境内共发生各类交通事故10起，造成15人受伤。

### 铁路
奥朗日位于巴黎－马赛铁路上。奥朗日站位于市区东部，该站每天停靠两至三班往返于巴黎和米拉马斯之间的高速列车，以及行驶于里昂、瓦朗斯、阿维尼翁和马赛一线的区域列车，周末及节假日少量班次可前往格勒诺布尔。

### 航空
距离奥朗日最近的民用航空站位于尼姆，距离奥朗日市中心的公路里程约68公里。

### 城市公共交通
奥朗日城市公共交通（商业名称为）是当地的城市公共交通系统。截至2020年10月，该系统共包括4条公交线路，路网覆盖了奥朗日市区内的主要街道和居民区。

## 政治

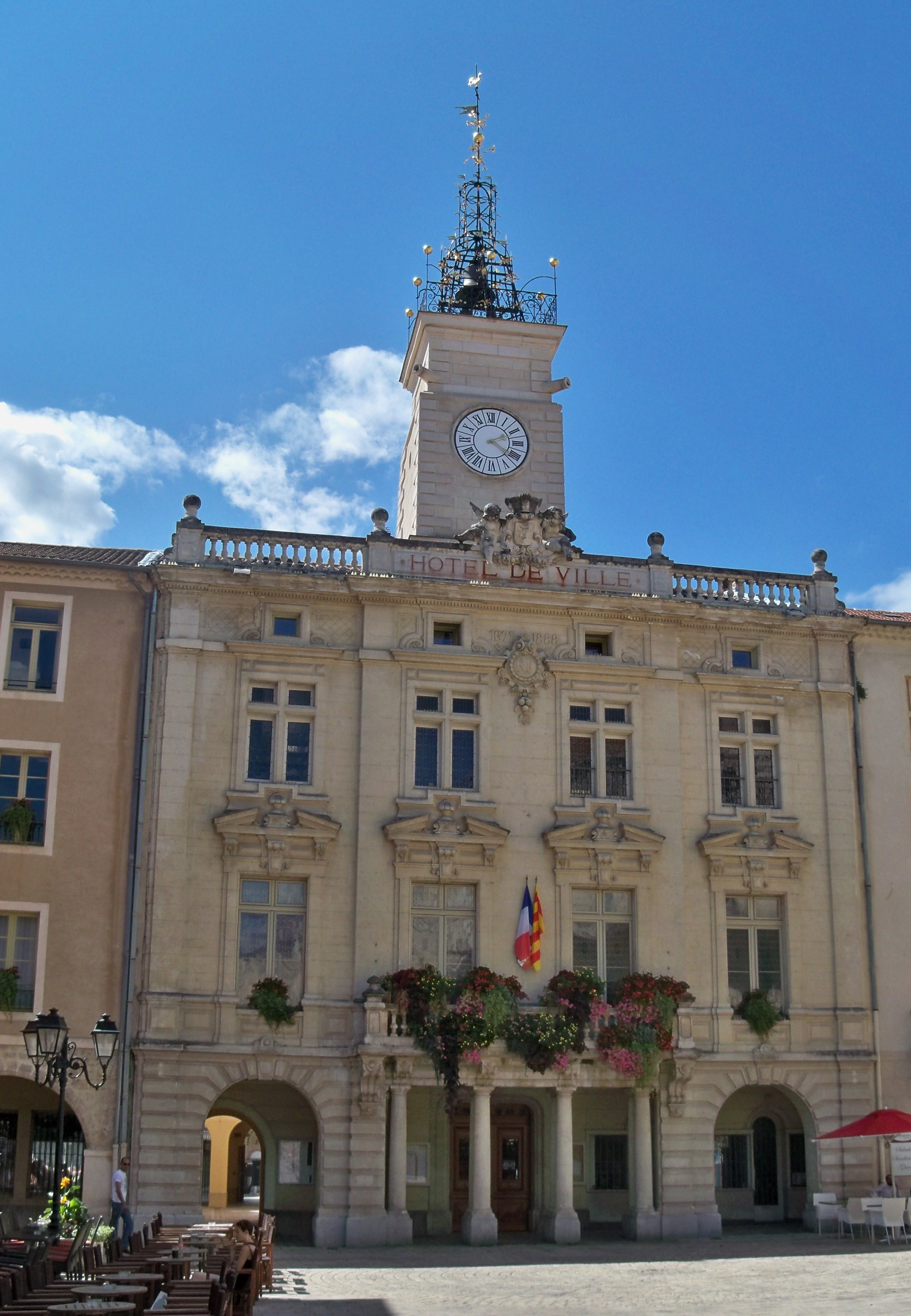
奥朗日市政厅

奥朗日的现任市长为雅克·邦帕尔先生，他是南方阵线的一名成员，在2020年的市政选举中获得了56.34%的支持率。
在2017年的法国总统大选中，法国民族阵线主席让-玛丽·勒庞在奥朗日获得了51.85%的支持率。
| 奥朗日历届市长 |                   |                                         |
| 任期           | 市长              | 党派                                    |
| 1944年－1945年 | 加斯东·科利翁     | 不详                                    |
| 1945年－1960年 | 拉斐尔·巴莱斯泰尔 | RAD激进党                               |
| 1960年－1971年 | 安德烈·布吕埃     | RAD激进党                               |
| 1971年－1977年 | 雅克·贝拉尔       | UDR共和国保卫联盟 →RPR保衛共和聯盟      |
| 1977年－1979年 | 路易·乔治         | PCF法国共产党                           |
| 1980年－1983年 | 吉尔贝·里奇       | PCF法国共产党                           |
| 1983年－1989年 | 罗贝尔·皮尼       | RPR保衛共和聯盟                         |
| 1989年－1995年 | 阿兰·拉贝         | PS社会党                                |
| 1995年－       | 雅克·邦帕尔       | FN国民联盟 →MPF保卫法国运动 →LS南方阵线 |

## 人口
2017年，奥朗日市镇人口数量为28,919，在法国排名第293位。其中男性13,727人，女性15,192人，75岁及以上人口占9.5%，外籍人口数量为6,191人，人口密度为390人/平方公里，当地居民被称为（男性）或（女性）。2018年，奥朗日境内出生360人，死亡人口311人。
| 年份   | 1936   | 1946   | 1954   | 1962   | 1968   | 1975   | 1982   | 1990   | 1999   | 2006   | 2011   | 2016   | 2017   |
| ------ | ------ | ------ | ------ | ------ | ------ | ------ | ------ | ------ | ------ | ------ | ------ | ------ | ------ |
| 人口數 | 12,946 | 13,978 | 17,478 | 19,912 | 24,562 | 25,371 | 26,499 | 26,964 | 27,989 | 29,859 | 29,302 | 29,212 | 28,919 |

## 经济
奥朗日是一个区域性的中心城市，当地共有各类用人单位4,742家，其中98.89%为中小型企业，平均历史为15年，医疗及社会服务是当地的主要就业岗位类型。

## 财政收入
2018年，奥朗日的财政收入总额为34,161,900欧元，财政支出总额为35,129,600欧元，当年的债务总额为30,520欧元。
2014年，奥朗日的人均收入总额为2,577欧元，其中高职人员为4,251欧元，普通职员为1,805欧元。
2017年，奥朗日境内的青壮年（15至64岁）失业率为18.4%，当地35.3%的家庭拥有纳税资格。

## 社会事务

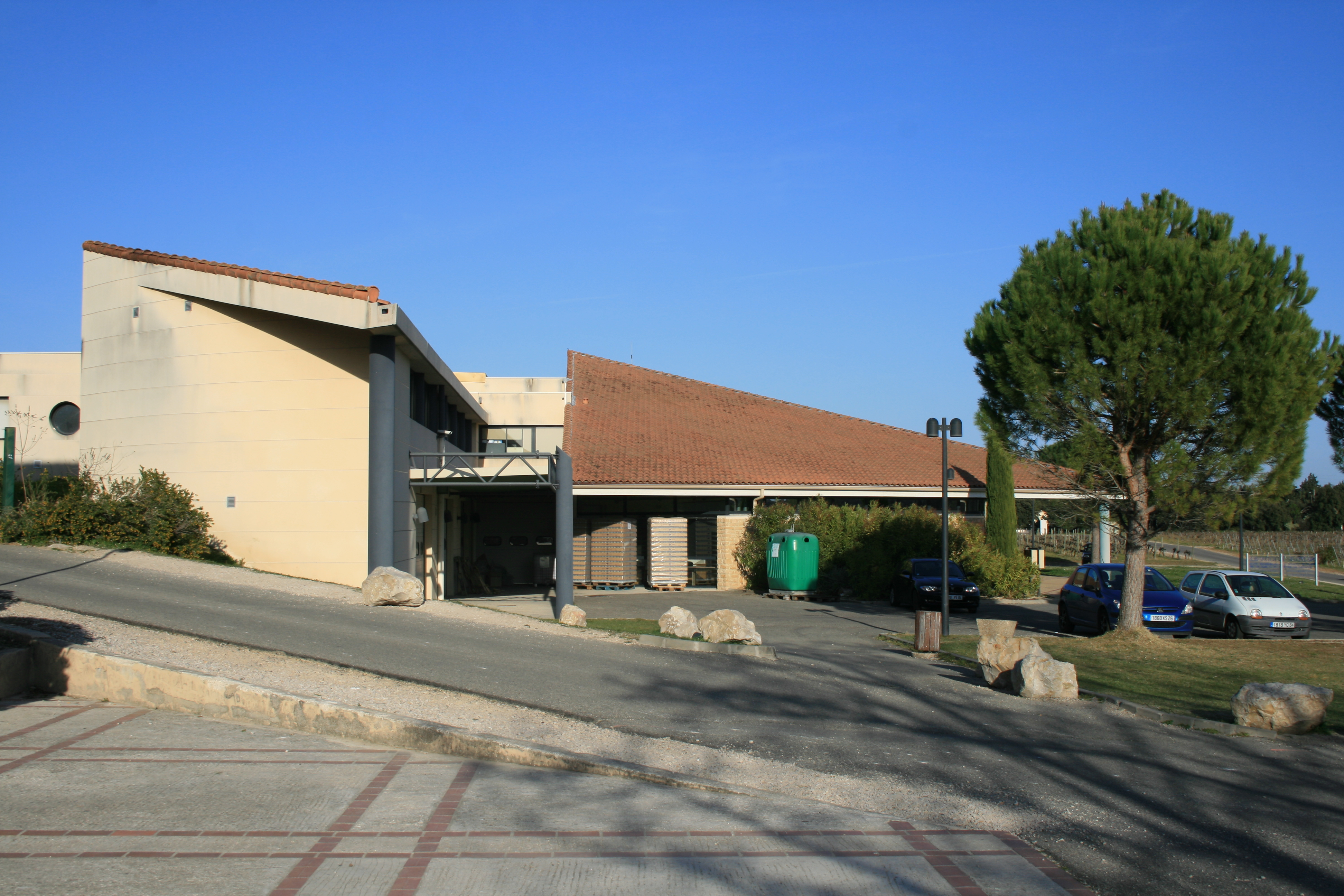
奥朗日农业高级中学

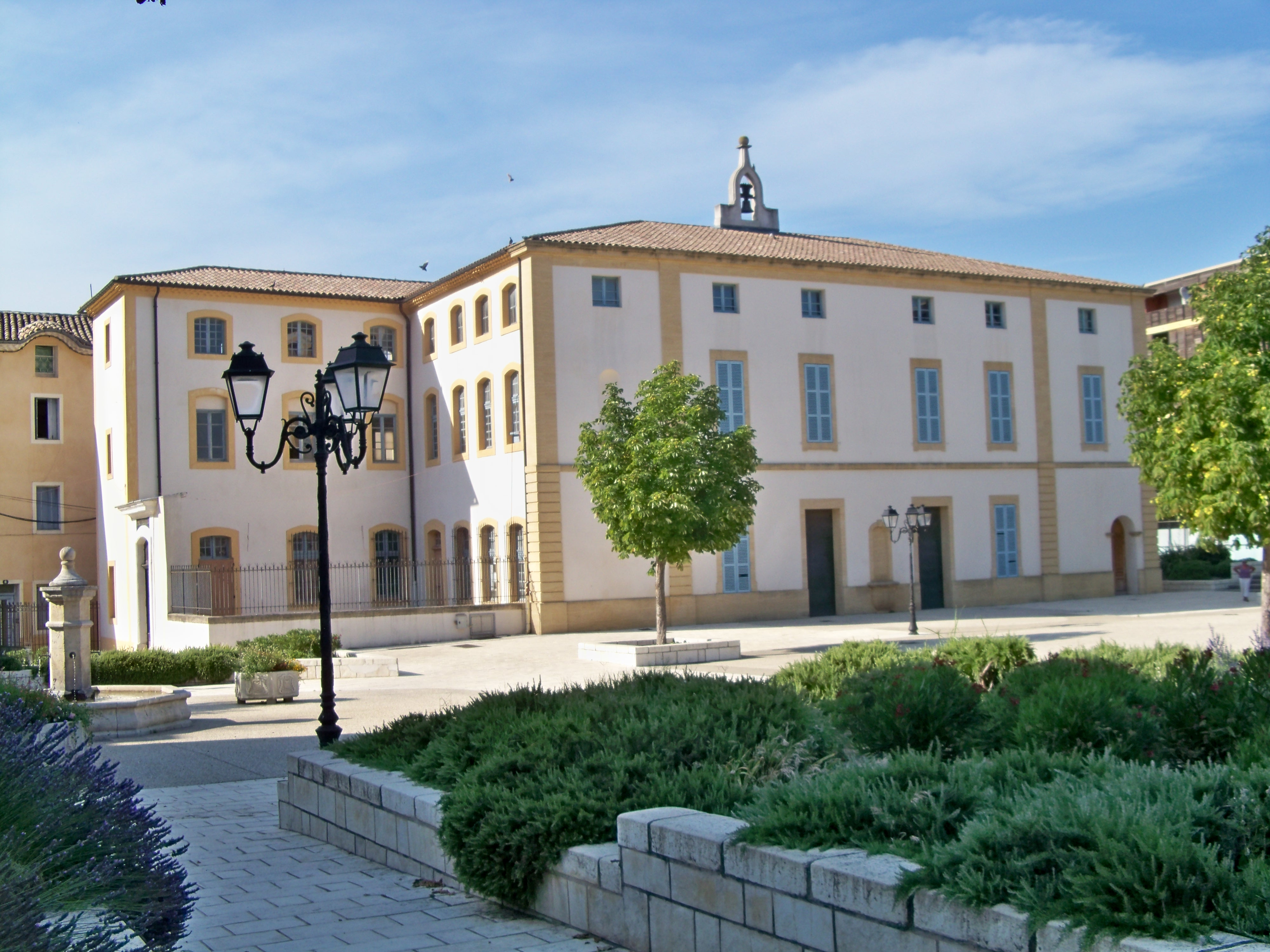
奥朗日中心医院

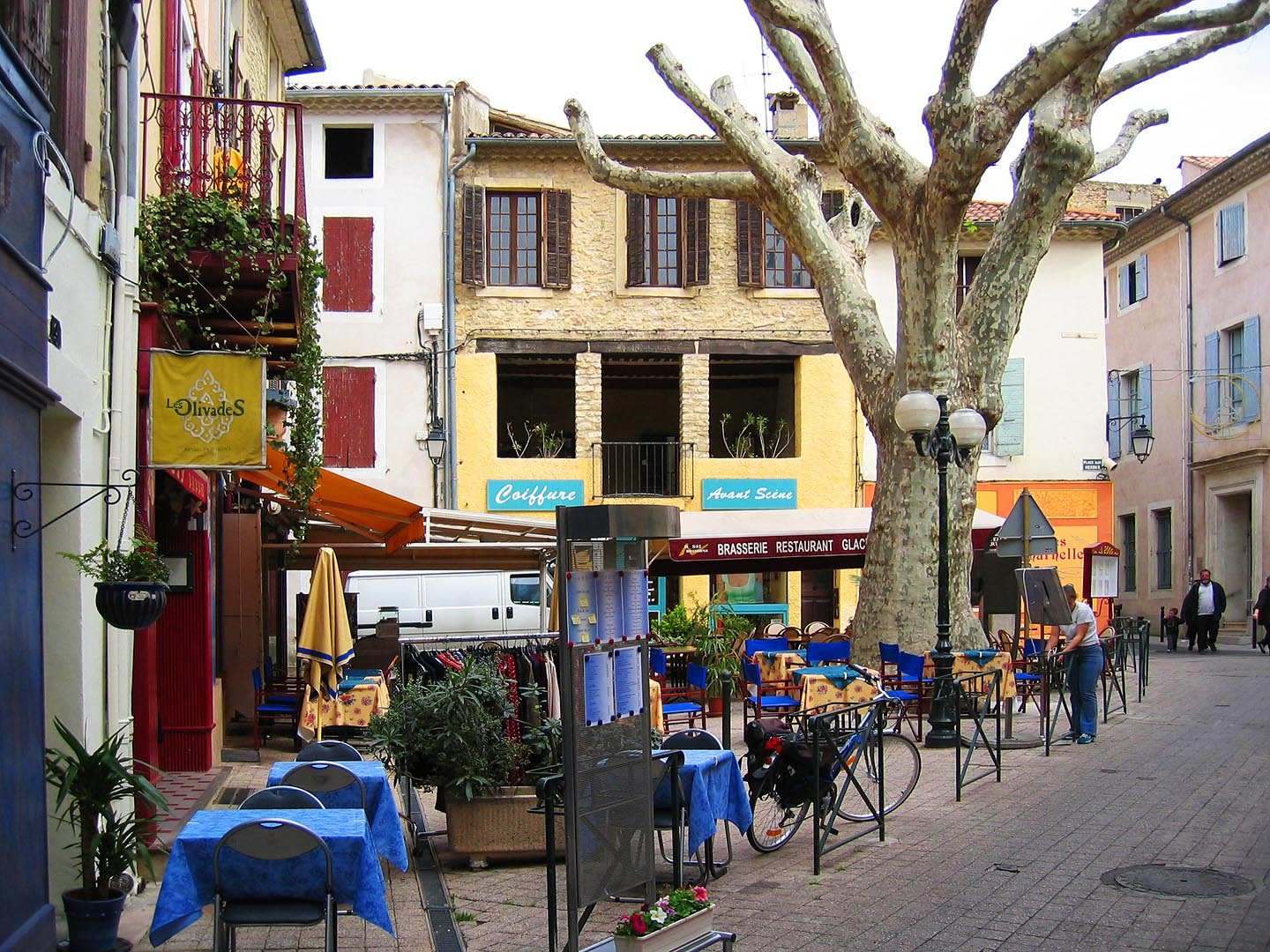
奥朗日老城街道

### 教育
奥朗日属于艾克斯-马赛学区。截止2019年1月1日，奥朗日境内共有7所幼儿园、13所小学、4所初级中学、2所普通高中、1所农业高中和3所职业高中。2018至2019学年度，奥朗日境内共有在校中小学生4,237名。

### 医疗
截止2019年1月1日，奥朗日境内共有全科医生20名、保健师29名、牙医26名、护士65名、耳科医生4名、眼科医生10名、皮肤科医生1名、助产士5名、儿科医生4名和妇科医生1名。境内共有药房14家、养老院4家、残疾人帮扶中心4家。
奥朗日中心医院，全名为“奥朗日路易·乔尔吉中心医院”（Centre hospitalier Louis Giorgi d'Orange），是法国的一个区域性医疗系统，其主病区位于奥朗日市区，设有床位266个，是当地规模最大的公立综合性医院。

### 住房
2017年，奥朗日境内共有各类住房14,289套，其中88.9%为常住房屋。集中式居民区主要分布在市区北部。

### 商业
2018年，奥朗日境内共有各类商铺2,337家，其中餐饮服务类989家。市区东南部建有大型开放式商业街区。

### 体育
2019年，奥朗日境内共有2家游泳池、5间健身房、1座综合体育场、11处网球场、3处马术场、9处足球或橄榄球场、4处篮球或排球场以及1处高尔夫球场。
奥朗日体育俱乐部（Sporting Club d'Orange）成立于1920年，后于2014年因财政原因而解散。
奥朗日足球俱乐部（Orange FC）是当地的一支足球队，2020至2021赛季参加地中海区域足球联赛。
奥朗日-拿骚体育联盟则是当地的一支排球队，2020至2021赛季参加法国男子排球乙级联赛。

### 环境
奥朗日的环境事务由其所属的公共社区负责。2018年，奥朗日境内共有1家污染企业。

### 治安
2014年，奥朗日及附近地区共发生各类案件2,003起，其中盗窃类案件1,239起，经济类案件312起，毒品交易类案件133起。

## 文化
2019年，奥朗日境内共有3家剧场、1家电影院、1家博物馆和1家音乐厅。奥朗日市政府提供多媒体中心，向公众全年开放。

### 建筑
奥朗日境内有多处法国国家文物保护单位，其中奥朗日古罗马剧场和奥朗日凯旋门是当地的代表性建筑物，同时也是世界文化遗产。此外奥朗日纳扎雷特圣母大教堂也是当地的重要的历史建筑，在1801年以前曾为一个主教座堂。

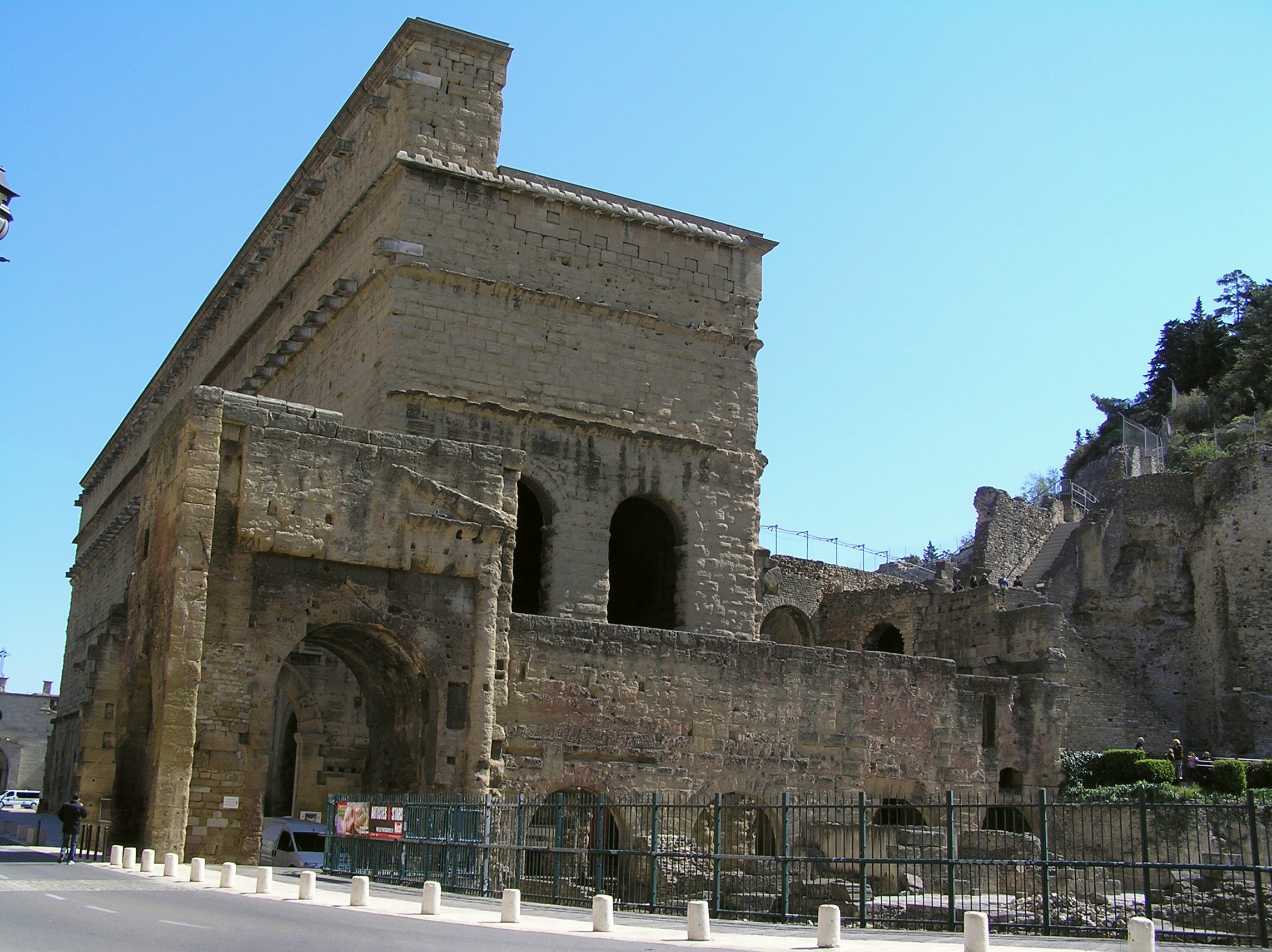
古罗马剧场
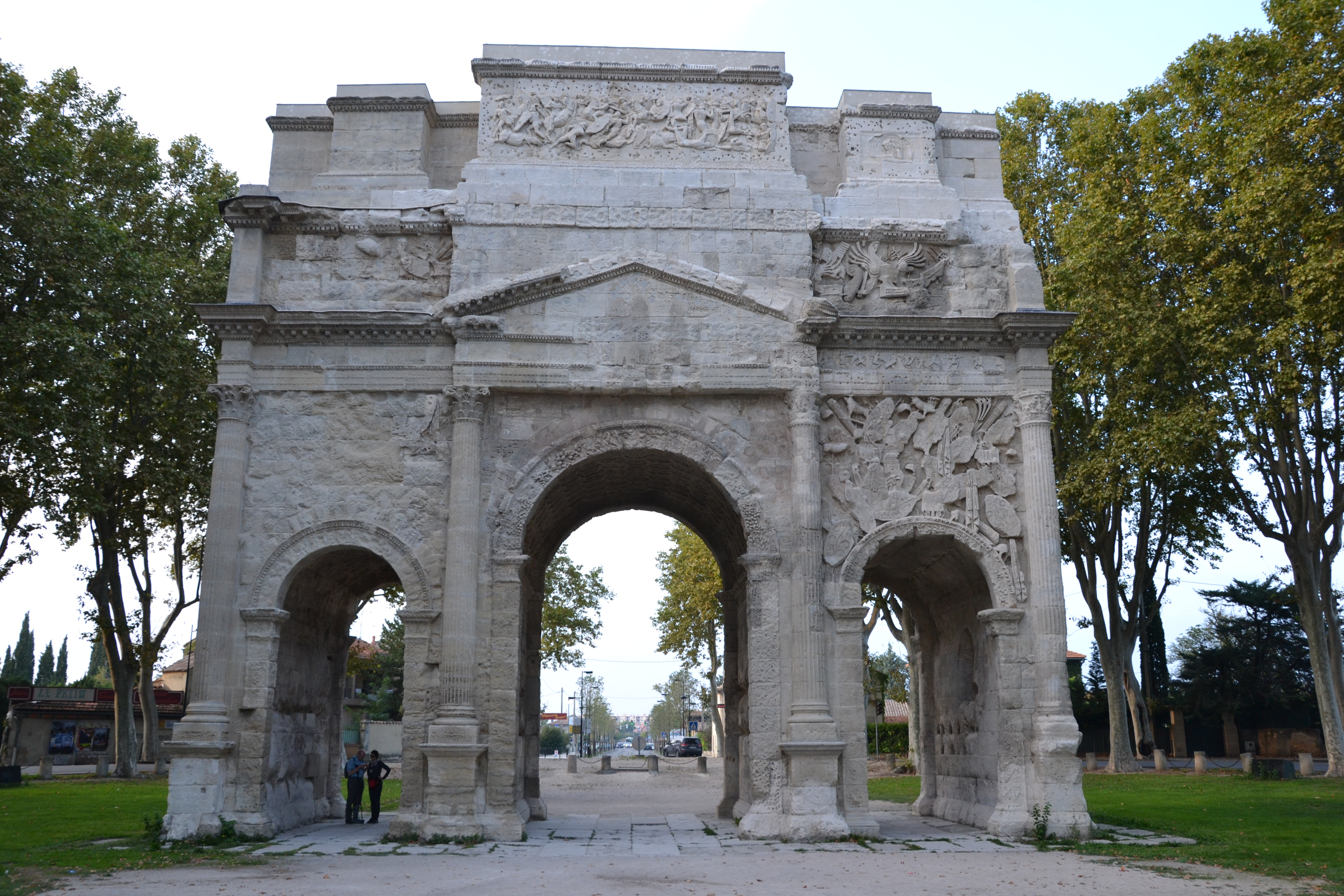
凯旋门
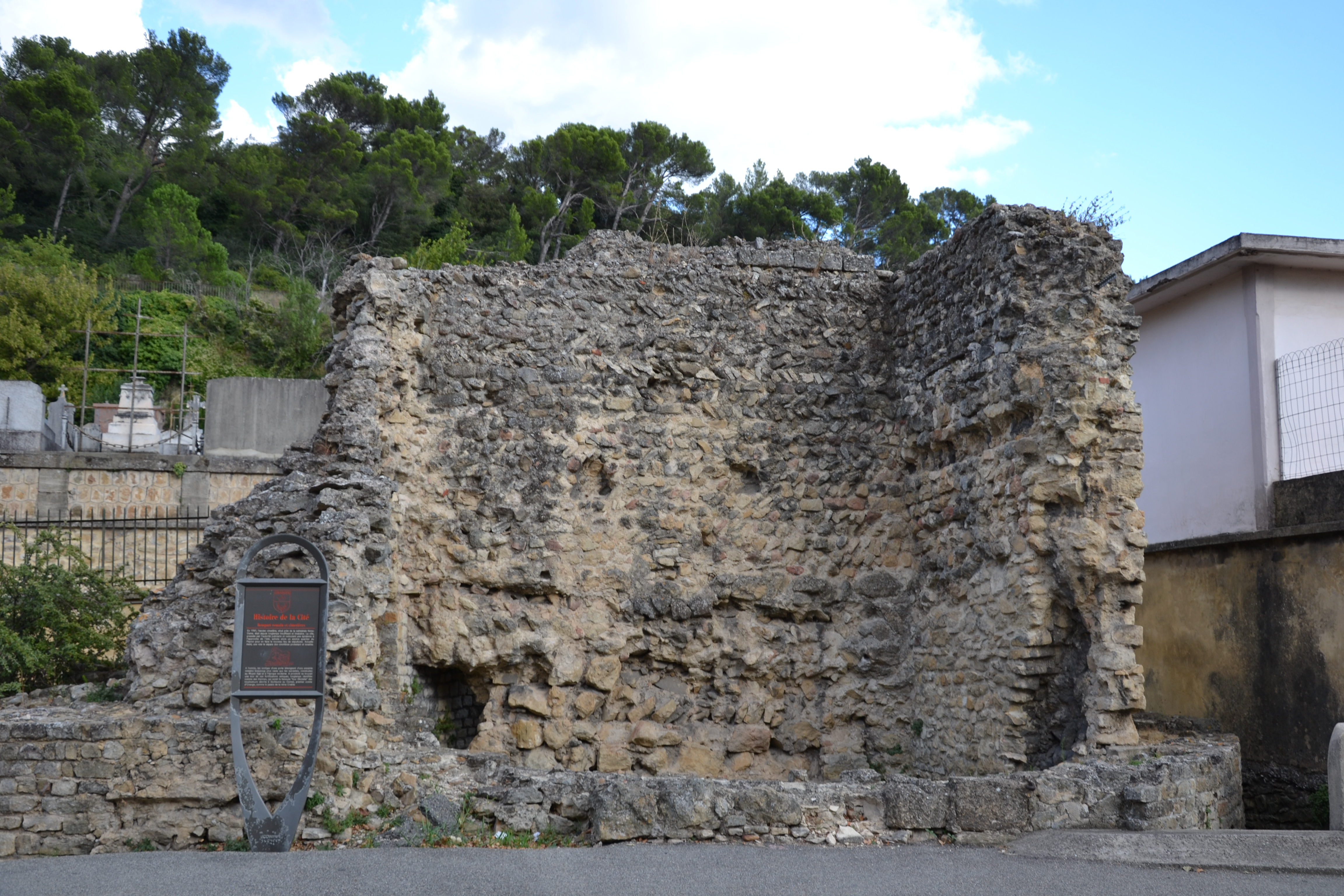
古罗马城墙
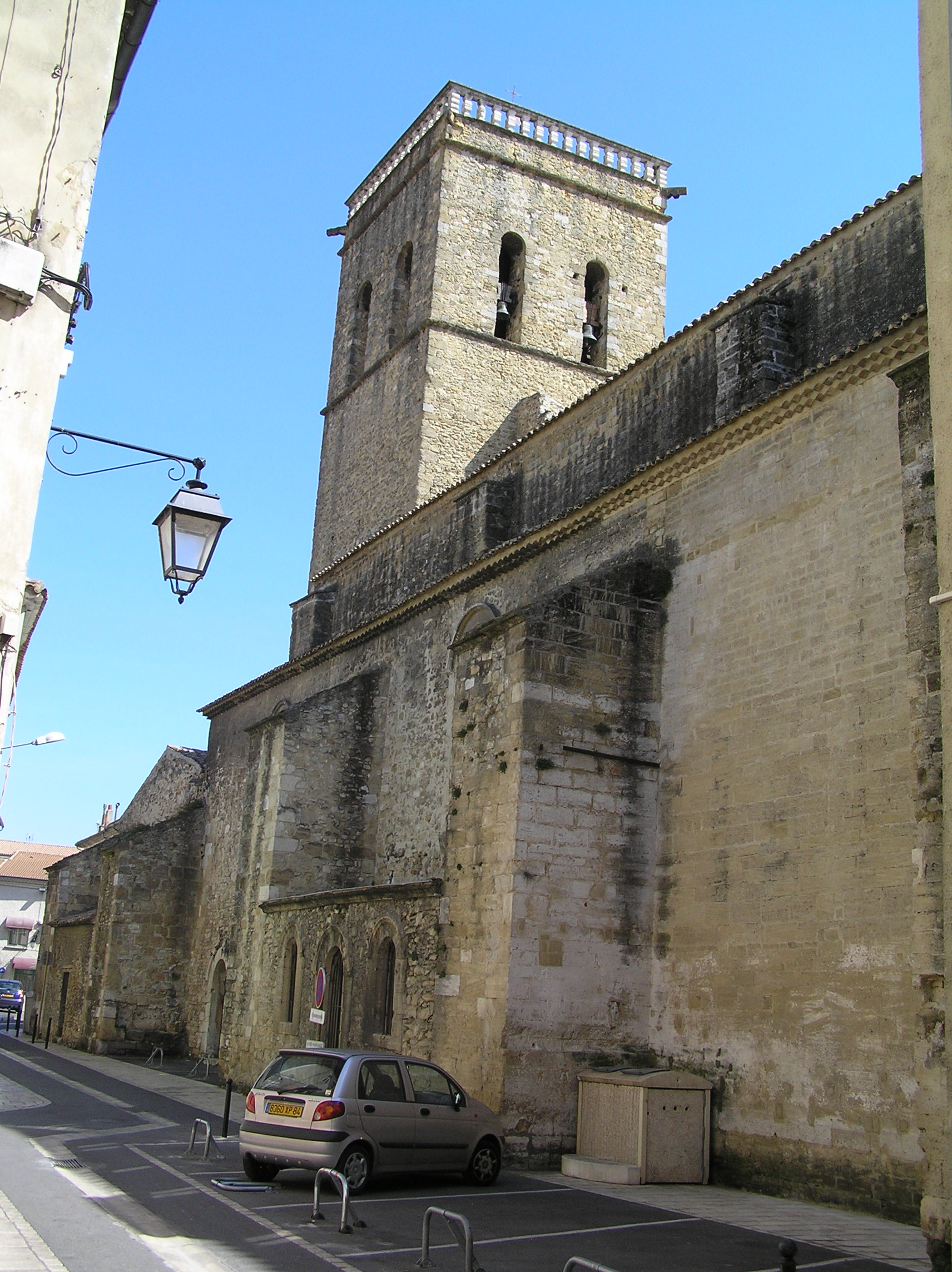
圣母教堂（法语：Cathédrale Notre-Dame-de-Nazareth d'Orange）
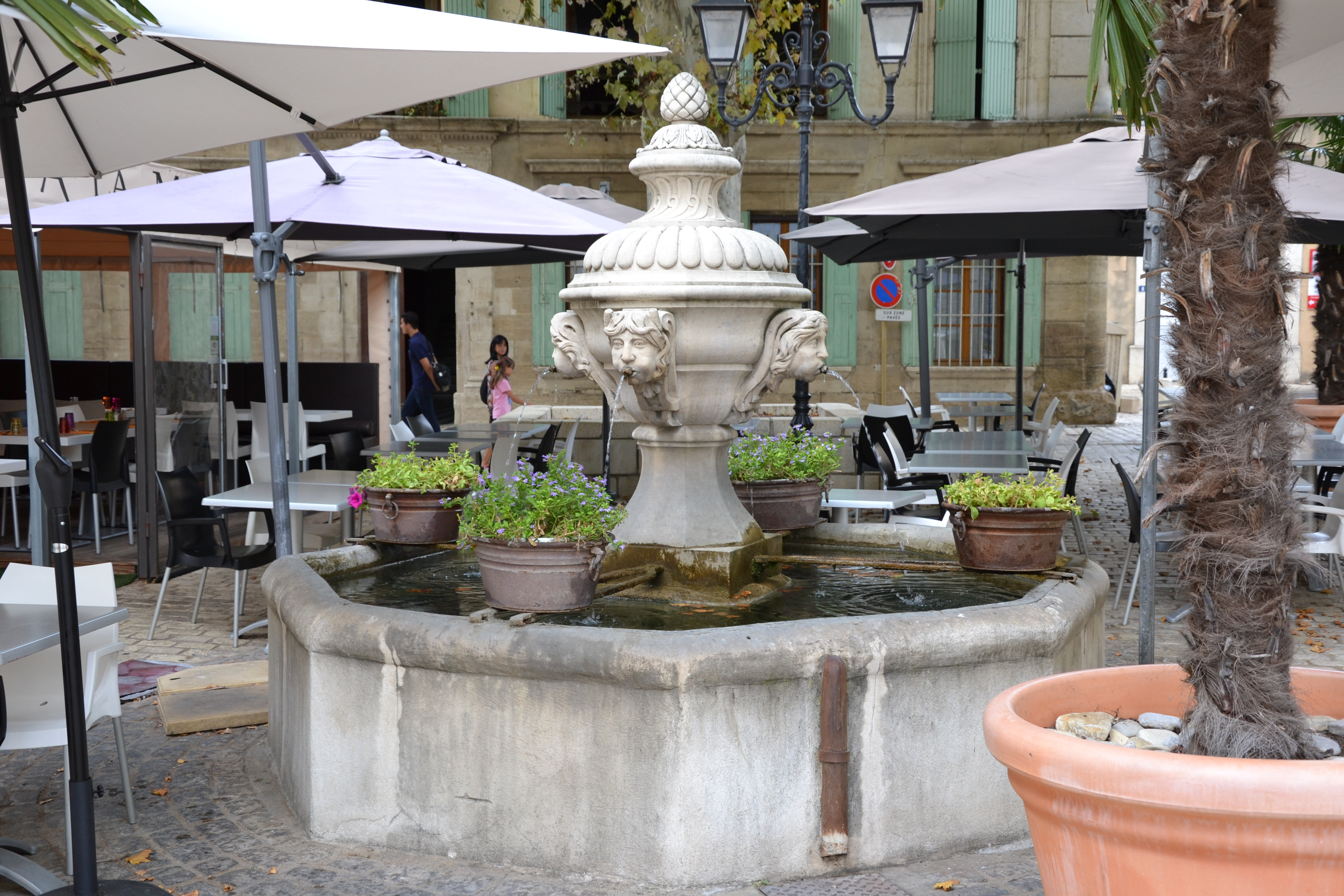
古罗马喷泉
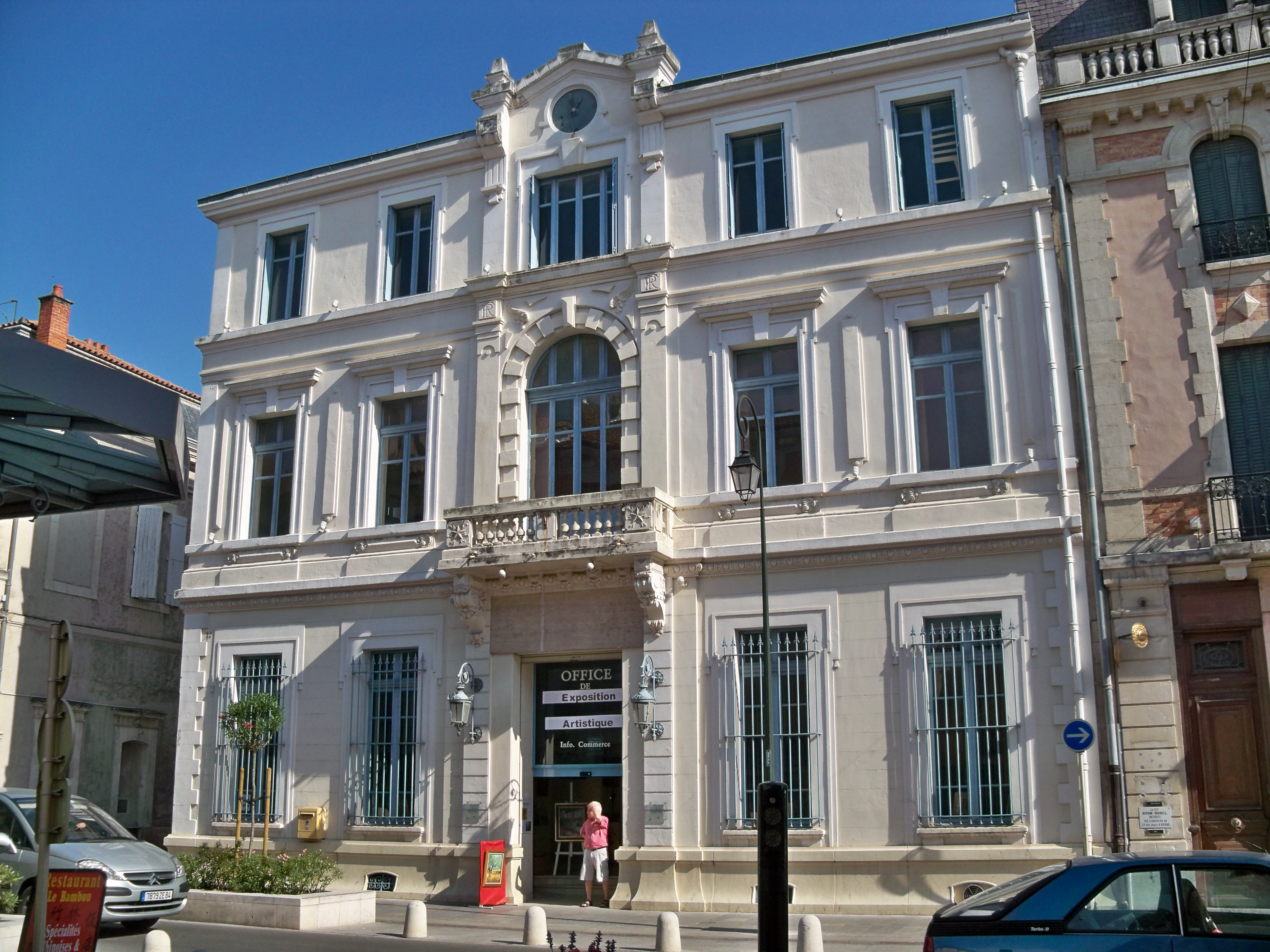
亲王国宫

### 旅游
奥朗日的旅游事务由其所属的公共社区负责。2020年，奥朗日境内共有19家宾馆共计833间房间，另有1个露营地，可容纳共85辆露营车。

### 活动
奥朗日唱诗节创建于1971年，是当地重要的文化活动。此外奥朗日集市每周四上午举办。

### 媒体
法国主要的媒体均可在奥朗日接收，法国电视三台下属的普罗旺斯-阿尔卑斯-蔚蓝海岸大区频道在部分时段播出奥朗日所属区域的地方新闻。

## 相关人物
法国作家让·埃舍诺、欧盟议员蒂耶里·马里亚尼和足球运动员樊尚·米拉托里出生于奥朗日。

## 友好城市
截至2020年10月，奥朗日共与11座城市互为友好城市关系：

| - 荷蘭 布雷达 - 比利时 迪斯特 - 德国 迪伦堡 | - 黎巴嫩 朱拜勒 - 波蘭 雅罗斯瓦夫 - 波蘭 凯尔采 | - 德国 拉施塔特 - 義大利 斯波莱托 - 西班牙 贝莱斯-鲁维奥 | - 捷克 维什科夫 - 中国 潍坊 |